# دالتون غرانت (لاعب دوري الرغبي)
دالتون غرانت (بالإنجليزية: Dalton Grant)‏ هو لاعب دوري الرغبي بريطاني، ولد في 21 أبريل 1990 في نيوبورت في المملكة المتحدة.